# آپریل بالبی
آپریل بالبی (انگلیسی: April Bowlby؛ زادهٔ ۳۰ ژوئیهٔ ۱۹۸۰) یک هنرپیشه اهل ایالات متحده آمریکا است. وی از سال ۲۰۰۴ میلادی تاکنون مشغول فعالیت بوده‌است.

## زندگی‌نامه
بالبی در والهو، کالیفرنیا متولد شد. او به عنوان یک کودک به مانتکا، کالیفرنیا نقل مکان کرد و در دبیرستان ایست یونیون شرکت کرد. او در کالج مورپارک به مطالعه زیست‌شناسی دریایی، باله و فرانسوی پرداخت و قبل از تصمیم‌گیری برای بازیگری، حرفه مدلینگ را دنبال کرد. او دوره‌های بازیگری را با ایوانا چوبوک گذراند.
بالبی پس از چند ماه از اولین حضور خود در تلویزیون، نقش کندی را در مجموعه تلویزیونی دو مرد و نصفی دریافت کرد. او همچنین به دلیل بازی در نقش استیسی بارت در سریال دراپ دید دیوا مشهور است. او همچنین نقش مگ، دوست دختر سابق وسواسی بارنی استینسون را در سریال «آشنایی با مادر» بازی کرد و در چندین سریال دیگر نیز به عنوان نقش مهمان، حضور پیدا کرده‌است.
او از سال ۲۰۱۹ در مجموعه تلویزیونی تایتان‌ها و همچنین اسپین آف آن، دووم پاترول در نقش ریتا فار بازی می‌کند.

## فیلم‌ها
- دووم پاترول در نقش ریتا فار/الاستی گرل[۶] (نقش اصلی)
- افسانه‌های فردا در نقش ریتا فار (نقش کوتاه) اپیزود: "Crisis on Infinite Earths, Part 5"
- دو مرد و نصفی در نقش کندی هارپر (۱۷ قسمت)
- دراپ دید دیوا در نقش استیسی برت (۷۸ قسمت)
- تایتان‌ها در نقش ریتا فار اپیزود: "Doom Patrol"
- سی‌اس‌آی در نقش کیتلین رکیش (اپیزود: "What's Eating Gilbert Grissom?")/مارتا پتروویچ اپیزود: ("Unshockable")
- آشنایی با مادر در نقش مگ (۴ قسمت)
- سی‌اس‌آی: نیویورک در نقش جنی لی اپیزود: "Crime and Misdemeanor"
- تو بدترینی در نقش برنادت اپیزود: "Born Dead"
- مام در نقش سلن اپیزود: "Cheeseburger Salad and Jazz"
- غیب‌گو در نقش لورن اپیزود: "Dead Bear Walking"
- بیگ بنگ تئوری در نقش ربکا اپیزود: "The Separation Agitation"
- شکست‌ناپذیر: مسیر رستگاری در نقش سیسی فیلیپس

## افتخارات
- آوریل بالبی به عنوان یکی از زیباترین زنان جهان در لیست جهانی BWC ثبت شده‌است.